# Eupelmus valsus
Eupelmus valsus är en stekelart som beskrevs av T.C. Narendran 2001. Eupelmus valsus ingår i släktet Eupelmus och familjen hoppglanssteklar. Inga underarter finns listade i Catalogue of Life.